# Wilhelm Bock (SS-Mitglied)
Wilhelm Bock (* 11. September 1903 in Lübeck; † 1. Mai 1945 in Berlin) war ein deutscher Gestapobeamter und SS-Führer, der als zeitweiliger Leiter des Sonderkommandos 7c der Einsatzgruppe B in der Sowjetunion maßgeblich am Holocaust beteiligt war.

## Leben
Bock, Sohn eines Seemaschinisten, absolvierte nach dem Schulbesuch eine kaufmännische Ausbildung zum Handlungsgehilfen und war danach bei Betrieben in Lübeck, Hamburg sowie Berlin angestellt.
Bock trat zum 1. Dezember 1929 der NSDAP (Mitgliedsnummer 170.613) und im selben Jahr der SA bei. Von der SA wechselte er 1931 zur SS (SS-Nr. 11.348), in der er Anfang Oktober 1944 bis zum Standartenführer aufstieg. Politisch betätigte sich Bock für die Partei in Lübeck als Sektionsleiter und Gauredner.
Nach der nationalsozialistischen Machtübernahme trat Bock am 6. März 1933 als persönlicher Adjutant des neuen Lübecker Polizeiherrn Walther Schröder in den Staatsdienst ein und erhielt zum 31. Mai 1933 den Titel „Kommissar zur besonderen Verwendung“. Ab Mitte September 1933 war Bock erster Leiter der Lübecker Gestapo.
Im Zuge des Anschlusses Österreichs an das Deutsche Reich am 12. März 1938 wurde er zu der im Aufbau befindlichen Staatspolizeileitstelle Wien versetzt, wo er die Exekutiv-Abteilung II leitete und ab April 1940 als Stellvertreter des Wiener Stapo-Stellenleiters fungierte.
Im Zuge des Angriffs auf die Sowjetunion folgte Bock im Dezember 1941 Erich Körting als Kommandeur des Sonderkommandos 7c („Vorkommando Moskau“) der Einsatzgruppe B nach, das an dem Judenmord in der besetzten Sowjetunion beteiligt war. Bock wurde im Juli 1942 noch SS- und Polizeiführer (SSPF) Winniza unter dem Höheren SSPF Russland-Süd Hans-Adolf Prützmann.
Von November 1942 bis Anfang Mai 1945 leitete Bock die Staatspolizeileitstelle Berlin. Bock beging während der Schlacht um Berlin am 1. Mai 1945 im Lazarettbunker der Reichskanzlei Suizid. Nach Gerhard Paul konnte Bock möglicherweise erfolgreich untertauchen. Die Angabe, dass Bock am 3. April 1947 im Kriegsverbrechergefängnis Landsberg nach einem Fliegerprozess hingerichtet wurde, kann nicht stimmen, da jener Wilhelm Bock im Februar 1947 bereits 50 Jahre alt war und auch sonst die Angaben zur Person seines 1903 geborenen Namensvetters nicht übereinstimmen.